# Tunnel Vision (Justin Timberlake)
Tunnel Vision è una canzone di Justin Timberlake, estratta dal suo album "The 20/20 Experience", il cui video è stato dapprima censurato da Youtube, ritenuto troppo esplicito, e successivamente, reinserito ma solo per un pubblico di maggiore età. Tuttavia, questo lo si può vedere anche sul sito ufficiale del cantante.